# Петар Грашо
Петар Грашо (Сплит, 19. март 1976) хрватски је певач и текстописац.

## Биографија
Петар Грашо је рођен у Сплиту као син Сњежане и Зорана Граше. Отац му је био кошаркаш, а играо је за КК Сплит. Петар је стекао популарност када је Оливер Драгојевић извео једну од његових првих песама „Богиња” на фестивалу Дора 1995. године. Од тада је много сарађивао са Оливером Драгојевићем, а радио је и са Дорис Драговић, Данијелом Мартиновић, Тончијем Хуљићем, Гораном Бреговићем и Лепом Бреном.
Победио је на музичком фестивалу Задарфест 1996. годне са песмом „Требам некога”, што му је донело велику славу. На Дори, хрватском квалификационом такмичењу за Песму Евровизије, заузео је друго место 1997. године. Наредне године је победио на Дори као композитор, па је песму „Нека ми не сване” извела Данијела Мартиновић представљајући Хрватску на Песми Евровизије 1998. у Бирмингему и у коначном пласману заузела пето место.
Данас је један од најпопуларнијих поп певача у Хрватској, а познат је и у Србији, Босни и Херцеговини, Словенији и Македонији.
Грашо је коаутор текста песме „Метак са посветом” уз Антонију Шолу за албум Лепе Брене из 2011. године Зачарани круг, а сам је компоновао музику.

## Дискографија

### Студијски албуми
- Мјесец изнад облака (1997)[6]
- Уторак (1999)
- Шпорке ричи (2003)
- Ка хашиш (2011, са Тончијем Хуљићем и бендом Мадре Бадеса)[7]

### Компилације
- Uvertira 1995-2005 Best Of (2005)
- The Platinum Collection (2007)
- The Best Of Collection (2014)[7]

### Синглови и ЕП-ови
- Једина (2003)
- Шта ти је свит (2005)
- Уторак (2005, са Нином Бадрић)
- Све за њу (2010, са Неном Беланом и Масимом)
- Не знан за се (2016)
- Срце за водича (2016)
- Ако те питају (2017)
- Унапријед готово (2018, са Северином)[7]
- Воли ме (2018)
- Јел' ти река ко (2021)

## Фестивали
Сплит:
- Вера од сувог злата, Grand Prix, 2003
- Niente di te (Још увик те слидин), 2007
- Увик исти, друга награда публике, прва награда стручног жирија и награда оцењивачког жирија новинара, 2014
- Моје злато, прва награда публике, прва награда стручног жирија и награда оцењивачког жирија новинара, Grand Prix, 2015
- Увик исти, награда за најслушанију песму фестивала Сплит 2014. године, 2015

Мелодије хрватског Јадрана, Сплит:
- Просјак љубави, награда за најбољег дебитанта фестивала, '96
- Не боли ме, прва награда публике, награда за најбољи аранжман и Grand Prix фестивала, '97
- Ломи ме, друга награда публике, '98
- Лакше ми је с њом, прва награда публике, '99
- Све нас мање има ту, прва награда публике и Grand Prix фестивала, 2000
- Најтежа рич, трећа награда публике, 2001

Дора, Опатија:
- Откада није ми ту, седмо место, '96
- Иди, друго место, '97
- Љубав једне жене, друго место, '99
- Ни мрву сриће, треће место, 2001
- Прколето сам, седмо место, 2006

Загреб:
- Уторак, '99

Задар:
- Требам некога, Grand Prix, '96

Руњићеве вечери, Сплит:
- На крају пута, 2001
- Инфиша сан у те, 2011

CMC festival, Водице:
- Има, а не зна (дует са Арсеном Дедићем), 2008

Далматинска шансона, Шибеник:
- С окусом соли (Sapore di sale) / Лијепа без душе (Bella senz’ anima) (Вече италијанске канцоне), 2009

Мелодије Јадрана, Сплит:
- Немој (дует са Нином Бадрић, вече нових песама - Хит лета), 2023